# Örebro teologiska högskola

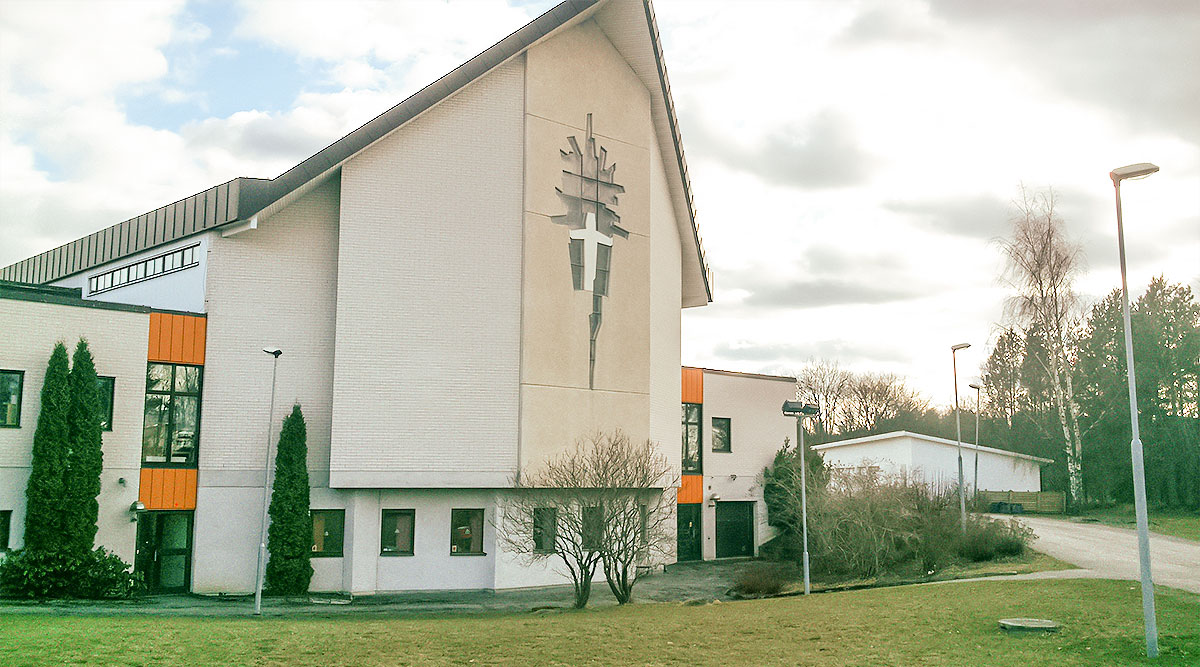

Örebro Teologiska Högskola (ÖTH) är en del av Akademi för Ledarskap och Teologi och erbjuder utbildning inom teologi och religionsvetenskap. Genom Akademi för Ledarskap och Teologi har ÖTH rätt att utfärda examina i det svenska högskolesystemet: Högskoleexamen i Teologi/religionsvetenskap (120hp) respektive Teologie kandidatexamen (180hp). Vid senaste[när?] utvärderingen av Universitetskanslerämbetet fick ÖTH omdömet att utbildningen håller ”hög kvalitet”. Skolan ligger nära Örebro universitet och delar lokaler med Brickebergskyrkan. 
Högskolan erbjuder teologiska program på ett, två eller tre år, samt står för högskolekurserna i ALTs fyraåriga pastors- och ledarprogram. Högskoleexamen gäller normalt årskurs 1 och 2 i de två- och treåriga studieprogrammen. Teologie kandidatexamen 180 hp ges inom ramen för treårig eller fyraårig studiegång. Det ettåriga programmet (teologiskt basår 60 hp) ges också som distanskurser.
Efter det teologiska basåret kan studenter välja mellan ett antal inriktningar: 
- Bibelvetenskap (GT/NT)
- Tro och kyrka
- Religionsvetenskap för lärare
- Internationell profil (fältstudier, Erasmusutbyte)
- Interkulturell profil
- Social-diakonal profil.

I samarbete med Ansgar Teologiske Høgskole ges den enda masterutbildningen i praktisk teologi i Sverige. Sedan 2019 har även ÖTH behörighet att erbjuda en masterutbildning i bibelvetenskap och historisk-systematisk teologi.

## Örebro missionsskola
Den teologiska högskolan var tidigare del av Örebro missionsskola, som grundades 1908 i Örebro för utbildning "av predikanter i hemlandet och för missionärer" av John Ongman. Skolan hade olika linjer och olika nivåer, allt från möjligheter att studera till en högskoleexamen i teologi till utbildningar med folkhögskolenivå. Forum för Tro, Kultur och Samhälle på Örebro Missionsskola gav tidigare ut den teologiska tidskriften NOD med 4 nummer per år. Tidskriften ägs sedan 2017 av tidningen Dagen. Teologiska högskolan användes som namn för den delen av Missionsskolan som var en högskola, och löd under högskoleförordningen.
Skolan drevs av Evangeliska Frikyrkan men hade som målsättning att även tjäna både den egna rörelsen, övrig kristenhet och samhället i stort. Skolan hade också en grund i det som skolan såg som den kristna församlingens missionsuppdrag. Att öka bibelkunskapen, att fördjupa övertygelsen om trons grund eller ge större insikt i historien var inget självändamål enligt skolan, eftersom teologin i Nya testamentet är en missionsteologi.